# Березовка (приток Алея)
Березовка — река в Алтайском крае России. Устье реки находится в 714 км по правому берегу реки Алей (Гилёвское водохранилище). Длина реки составляет 21 км.

## Данные водного реестра
По данным государственного водного реестра России:
- Бассейновый округ — Верхнеобский
- Речной бассейн — (Верхняя) Обь до впадения Иртыша
- Речной подбассейн — Обь до впадения Чулыма (без Томи)
- Водохозяйственный участок — Верховья реки Алей до Гилёвского гидроузла.
- Код водного объекта в государственном водном реестре — 13010200112115200000264[2].